# Camarina (mitología)
En la mitología griega Camarina (en griego Καμάρινα) era la ninfa epónima de la pequeña ciudad siciliana de Camarina, vecina de Siracusa.
Píndaro ensala en una de sus odas a Psaumis, un vecino siciliano distinguido por su riqueza y generosidad:
«¡De sublimes virtudes y de coronas en Olimpia ganadas recibe con riente corazón, hija del Océano, el dulce primor, dones de Psaumis y de su carro de mulas incansables. Él, Camarina, acreció tu ciudad populosa!». 
A Camarina se la hace hija de Océano y por lo tanto es una de las oceánides, aunque se obvia la identidad de su madre. Al menos en la Teogonía se nos dice que Océano y Tetis engendraron a las tres mil oceánides pero el poema solo cita unas cuantas, las más antigua, y entre ellas no figura Camarina.